# Феничель, Хуго
Хуго Феничель (венг. Fenichel Hugo; 10 мая 1898, Цеглед, Австро-Венгрия — 15 июня 1942, Бернбург, Германия) — венгерский футбольный тренер.

## Биография
Хуго родился в мае 1898 года в городе Цеглед на территории Австро-Венгрии. В 1920-х годах бежал из Венгрии из-за режима Миклоша Хорти. Обосновавшись в Веймарской республике, он играл за футбольные команды «Бамберг», «Фульда» и «Цвайбрюккен».
В июле 1926 года был назначен тренером люксембургского клуба «Ред Бойз из Дифферданжа, но по ходу сезона был вынужден покинуть команду и вернуться в Цвайбрюккен, где проживала его жена — немка Элис Вебер. Его возвращение в «Ред Бойз» состоялось в сезоне 1929/30 — на тот момент Феничель не был профессиональным тренером, а являлся рабочим на заводе. Благодаря его новым методикам тренировок, команда прогрессировала и выиграла два Кубка Люксембурга. После «Ред Бойза» он работал с бельгийским «Гентом» из одноимённого города, а в 1936 году отправился во французский Лонгви, где местный клуб «Унион» получил статус профессионального. 
В сезоне 1937/38 тренировал «Унион» из города Люксембург, а в мае 1938 года стал тренером бельгийского «Серкль Брюгге» из одноимённого города. Совет клуба сообщил, что он будет тренировать игроков два раза в неделю, что было невозможно с тренером Уильямом Максуэллом, который также работал с «Мехеленом» и мог проводить тренировки с командами только по очереди. В первом сезоне его команда заняла 11-е место в чемпионате Бельгии сезона 1938/39. 
Сезон 1939/40 в Бельгии не был доигран в из-за Второй мировой войны. В мае 1940 года немецкие войска начали наступление на запад и вторглись в Нидерланды и Бельгию, поэтому спортивные соревнования были прекращены, к тому моменту «Серкль Брюгге» располагался на 13-м месте в турнирной таблице после девяти матчей.
В 1941 году, уже во время оккупации Бельгии, Хуго вернулся к работе в клубе «Гент». В августе того же года он был арестован и отправлен в концентрационный лагерь Бреендонк, в 20 километрах на юго-запад от Антверпена. Оттуда его депортировали на северо-запад Германии в концлагерь Нойенгамме.
Феничель был убит в июне 1942 года в психиатрической больнице города Бернбург, во время массового уничтожения заключенных по программе Т-4.  